# Угла, Бертиль
Бертиль Густафссон Угла (швед. Bertil Gustafsson Uggla, 19 августа 1890 — 29 сентября 1945) — шведский военный, спортсмен (легкоатлет, пятиборец, гимнаст и фехтовальщик), призёр Олимпийских игр и чемпионатов мира.

## Биография
Родился в 1890 году в Сольне. В 1912 году завоевал бронзовую медаль Олимпийских игр в Стокгольме в прыжках с шестом.
В 1920 году принял участие в соревнованиях по фехтованию на шпагах на Олимпийских играх в Антверпене. В 1924 году на Олимпийских играх в Париже завоевал бронзовую медаль на соревнованиях по современному пятиборью; также на этих Играх он участвовал в соревнованиях по фехтованию на шпагах, но неудачно.
Впоследствии полностью сосредоточился на фехтовании. В 1928 году на Олимпийских играх в Амстердаме принял участие в соревнованиях по фехтованию на шпагах и рапирах, но наград не завоевал. В 1934 году стал бронзовым призёром Международного первенства по фехтованию в Варшаве, а в 1935 году — серебряным призёром Международного первенства по фехтованию в Лозанне (в 1937 году Международная федерация фехтования задним числом признала чемпионатами мира все прошедшие ранее Международные первенства по фехтованию).
По завершении спортивной карьеры стал спортивным администратором.